# Metal (album de Manilla Road)
 (août 2017).
Si vous disposez d'ouvrages ou d'articles de référence ou si vous connaissez des sites web de qualité traitant du thème abordé ici, merci de compléter l'article en donnant les références utiles à sa vérifiabilité et en les liant à la section « Notes et références ».
Pour les articles homonymes, voir Metal (homonymie).
Albums de Manilla Road
Invasion
(1980) Crystal Logic
(1983)
Metal est le deuxième album du groupe de heavy metal Manilla Road sorti en 1982.

## Liste des titres
- Tous les titres sont signés par le groupe.

1. Enter the Warrior - 5:15
2. Defender - 2:05
3. Queen of the Black Coast - 4:20
4. Metal - 6:07
5. Out of Control with Rock & Roll - 4:10
6. Cage of Mirrors - 8:36
7. Far Side of the Sun - 4:51

## Musiciens
- Mark Shelton - Chant, guitare
- Scott Park - Basse
- Rick Fisher - Batterie, percussions, chœurs